# (9415) Yujiokimura
(9415) Yujiokimura est un astéroïde de la ceinture principale.

## Description
(9415) Yujiokimura est un astéroïde de la ceinture principale. Il fut découvert le 1er novembre 1995 à Ōizumi par Takao Kobayashi. Il présente une orbite caractérisée par un demi-grand axe de 2,20 UA, une excentricité de 0,07 et une inclinaison de 3,1° par rapport à l'écliptique.

## Compléments